# Henri Delporte
Pour les articles homonymes, voir Delporte.
Henri Delporte, né le 5 mars 1920 à Tourcoing et mort le 13 mai 2002 à Lézigneux, est un préhistorien français. Il a été directeur du musée des Antiquités nationales de Saint-Germain-en-Laye et a contribué à faire évoluer les rapports entre le musée et la recherche.

## Biographie
Né dans une famille modeste de petits commerçants, ses études sont interrompues par la Seconde Guerre mondiale. Il devient instituteur et est également résistant durant l'occupation allemande. Il continue ensuite à évoluer au sein de l'enseignement et exerce comme professeur d'histoire et géographie, à Arras puis à Montbrison.
Il apprend le métier d'archéologue en pratiquant des recherches sur le terrain, notamment avec Louis-René Nougier. De 1951 à 1954, puis à nouveau en 1962, il effectue des fouilles à Châtelperron dans l'Allier, sur le site préhistorique de la grotte des Fées qui apporte un éclairage sur la transition entre le Paléolithique moyen et le Paléolithique supérieur. Ses travaux sur ce site ont été réexaminés récemment par plusieurs équipes de chercheurs, remettant en cause ses conclusions dans le cadre de la controverse sur la cohabitation ou non entre les Hommes anatomiquement modernes, et les Néandertaliens.
Il intervient également dans le Périgord. À l'abri du Facteur situé à Tursac, en Dordogne, sa découverte en 1959 d'une « Vénus » préhistorique soulève beaucoup d'intérêt. Une autre statuette avait été découverte à proximité en 1900 aux Eyzies, mais des représentations du corps aussi anciennes sont assez rares. Cette découverte bénéficie du travail effectué sur les positions topographiques et stratigraphiques. Par la suite, Henri Delporte consacre plusieurs études aux statuettes humaines du Paléolithique supérieur, des représentations centrées le plus souvent sur le corps féminin : « La représentation de l'animal serait celle du monde vivant extérieur à l'homme. Au contraire et par opposition, l'homme, le groupe humain, l'humanité seraient traduits par la figuration féminine, la forme féminine étant parfaitement légitime, puisqu'elle assure le renouvellement et la persistance de l'espèce. ».
Membre de la Société préhistorique française, il tisse des liens avec des confrères tchèques et russes et fait découvrir les travaux des préhistoriens de l'Europe de l'Est aux scientifiques français à travers plusieurs publications. En 1960, il entre au Centre national de la recherche scientifique (C.N.R.S.). Il devient membre de la Diana en 1957 puis intègre le conseil d'administration de cette société savante en 1965.
En 1966, il est nommé conservateur au Musée des antiquités nationales, installé dans l'ancien château de Saint-Germain-en-Laye. Il continue par ailleurs ses recherches sur le terrain. De 1968 à 1975, il dirige des fouilles au Grand abri de La Ferrassie sur la commune de Savignac-de-Miremont, dans la continuité des recherches effectuées par Denis Peyrony et Louis Capitan de 1896 à 1929. Ce site est déterminant pour la connaissance du Gravettien ancien.
Entre 1964 et 1984, il conduit des fouilles sur le site du Blot à Cerzat, assisté de Jean-Pierre Daugat et Jacques Virmont. Cet abri sous basalte a livré une riche et puissante stratigraphie du Magdalénien, du Badegoulien et du Gravettien. Le Protomagdalénien, stade ultime du Gravettien, y a été découvert pour la première fois hors du Périgord, associé à une industrie lithique abondante et des structures d'habitat.
Dans les années 1980, Henri Delporte relance des fouilles sur le célèbre gisement de Brassempouy dans les Landes. Ce site avait livré à Édouard Piette vers 1894 des objets sculptés sur ivoire, dont la célèbre Dame à la Capuche, la plus ancienne représentation d'un visage. Henri Delporte s'était particulièrement intéressé à ces objets collectés par Édouard Piette et conservés dans les salles de son musée de Saint-Germain-en-Laye. Ces nouvelles recherches renouvellent profondément la connaissance du site de Brassempouy.
Il prend la direction du musée de Saint-Germain-en-Laye à partir de 1984. Il y impulse une politique facilitant l'utilisation des collections du musée dans le cadre de travaux de recherches, en rendant accessible les collections aux étudiants et chercheurs et en favorisant la création d'unités du C.N.R.S. se consacrant à l'art paléolithique. Il participe ainsi à un nouvel élan en France des recherches sur le paléolithique, qu'il encourage également dans le cadre de ses fonctions au sein du Comité des travaux historiques et scientifiques. Il organise  de nombreuses expositions ayant trait à l'art paléolithique.
En 1985, il est nommé inspecteur général des musées de France. Il prend sa retraite en 1987. Il meurt le 13 mai 2002 à Lézigneux où son épouse a été directrice de l'école de filles.

## Principales publications
- Ressources relatives à la recherche :   - La France savante
  - Persée
- Notices dans des dictionnaires ou encyclopédies généralistes :   - Universalis
  - Who's Who in France
- Notices d'autorité :   - VIAF
  - ISNI
  - BnF (données)
  - IdRef
  - LCCN
  - GND
  - Belgique
  - Pays-Bas
  - Israël
  - NUKAT
  - Tchéquie
  - WorldCat

- Voir aussi « Delporte, Henri (1920-2002) », liste des publications disponibles, sur persee.fr.

- [1954] « Le Périgordien », Bulletin de la Société préhistorique française, vol. 51, no 8,‎ 1954, p. 44-48 (lire en ligne [sur persee]).
- [1955] « De la complexité du fait paléolithique à la lumière de fouilles nouvelles (Châtelperron et Germolles) », Pallas, no 3,‎ 1955, p. 153-162.
- [1956] « Note sur le Périgordien belge », Bulletin de la Société préhistorique de France, vol. 53, nos 1-2,‎ 1956, p. 11-14.
- [1956] « Les faciès castelperroniens et leur répartition géographique », dans Actes du XIVe Congrès International des Sciences Préhistoriques et Protohistoriques (UISPP) (4e session, Madrid, 1954), Zaragoza, 1956 (tirage à part), 225-230 p., sur _ _ _.
- [1957] « La grotte des Fées de Châtelperron (Allier) », dans Actes du Congrès Préhistorique de France 1956. Compte rendu de la XVe session, 1957, 452-477 p..
- [1958] « Les origines du Leptolithique européen », Compte-rendu du Congrès international des Sciences préhistoriques et protohistoriques (Internationalen Kongress für Vor- und Frühgeschichte), Hambourg, 1958, vol. 5,‎ 1958, p. 235–241 (présentation en ligne).
- [1958] « Notes de géographie préhistorique : I. Les pointes d'Aurignac », Pallas, no 7 « Travaux de l'Institut d'Art Préhistorique de l'Université de Toulouse I »,‎ 1958, p. 1-26 (lire en ligne [sur persee]).
- [1959] « Notes de voyage leptolithique en Europe centrale : I. - La Tchécoslovaquie », Rivista di scienze preistoriche, Florence (Italie), éd. Cartografica S.P.A. Firenze, vol. 14, nos 1-4,‎ 1959 (ISSN 0035-6514).
- [1959] « Une nouvelle statuette paléolithique : la Vénus du Tursac », L'Anthropologie, vol. 63, nos 3-4,‎ 1959, p. 232-245.
- [1961] « Une hypothèse de travail au sujet du Crêt-Chatelard », Bulletin du Groupe archéologique Forez et Jarez, Montbrison (Loire), no 1,‎ décembre 1961, p. 10-14 (résumé).
- [1961] « Le Manteau de Saint-Martin à Saint-Georges-en-Couzan », Bulletin de la Diana (Société Historique et Archéologique du Forez), Montbrison (Loire), t. 37,‎ 1961, p. 110-115.
- [1962] « Observations paléo-topographiques sur la Vénus de Tursac (« La belle et la bête ») », Bulletin de la Société préhistorique de France, vol. 59, nos 11-12,‎ 1962, p. 813-818 (lire en ligne [sur persee]).
- [1962] « Le gisement paléolithique de la Rochette (commune de Saint-Léon-sur-Vézère, Dordogne) », Gallia préhistoire, vol. 5, no 1,‎ 1962, p. 1-22 (lire en ligne [sur persee]).
- [1963] « Le passage du Moustérien au Paléolithique supérieur », Bulletin de la Société Méridionale de Spéléologie et Préhistorique, nos 6 à 9 « Aurignac et l'Aurignacien. Centenaire des fouilles d'Édouard Lartet »,‎ 1963, p. 40-50.
- [1964] « Observations sur les vénus paléolithiques de Russie », dans Miscelanea en homenaje al Abate H. Breuil, t. 1, Barcelone, Diputación Provincial de Barcelona, Instituto de Prehistoria y Arqueología, 1964, p. 381-404.
- [1964] « Réflexions soulevées par les problèmes de l'étude du Paléolithique supérieur », Feuillets mensuels de la Société Nantaise de Préhistoire, no 76,‎ juin 1964, p. 39-45 (lire en ligne [PDF] sur snp44.fr, consulté le 19 février 2021).
- [1965] « La stylisation des Vénus périgordiennes », Revista de Faculdade de Letras de Lisboa, Lisbonne, vol. 3, no 9 « In Memoriam do Abade Henri Breuil »,‎ 1965, p. 3-9.
- [Delporte & David 1965] « L'évolution des industries moustériennes à La Rochette, commune de Saint-Léon-sur-Vézère (Dordogne) », Bulletin de la Société préhistorique française, vol. 62, no 1 « Études & Travaux »,‎ 1965, p. 48-62 (lire en ligne [sur persee]).
- [1966] « Le Paléolithique dans le Massif Central : I. - Le Magdalénien des vallées supérieures de la Loire et de l'Allier », Bulletin de la Société préhistorique française, vol. 63, no 1 « Études & Travaux »,‎ 1966, p. 181-207 (lire en ligne [sur persee]).
- [1967] « Brassempouy : ses industries d'après la collection Piette (Musée des Antiquités nationales) », Zephyrvs, vol. 18,‎ 1967 (ISSN 2386-3943, résumé, lire en ligne [sur revistas.usal.es], consulté le 16 février 2021).
- [1970] « Circonscription Auvergne et Limousin », Gallia Préhistoire, vol. 13, no 2,‎ 1970, p. 459-484 (lire en ligne [sur persee]).
- [1970] « Le passage du Moustérien au Paléolithique supérieur », dans Gabriel Camps et Georges Olivier (dir.), L'homme de Cro-Magnon : anthropologie et archéologie, Paris, Arts et métiers graphiques, 1970, 218 p., p. 129-139.
- [1972] « L'Aurignacien et le « Bayacien » de la Gravette : mise en œuvre statistique et problèmes posés », Bulletin de la Société préhistorique française, vol. 69, no 1,‎ 1972, p. 337-346 (lire en ligne [sur persee]).
- [Delporte & Tuffreau 1973] Henri Delporte et Alain Tuffreau, « Les industries du Périgordien supérieur de La Ferrassie », Quärtär, nos 23/24,‎ 1973, p. 93-123 (lire en ligne [PDF] sur quartaer.eu, consulté le 19 février 2021).
- [Delporte & Mons 1976] Henri Delporte et Lucette Mons, « Principes d'une étude sur les supports osseux de l'art paléolithique mobilier », dans Henriette Camps-Fabrer (dir.), Méthodologie appliquée à l'industrie de l'os préhistorique (compte-rendu du Deuxième colloque international du CNRS 568, Abbaye de Senanque (Vaucluse), 9–12 juin 1976), Paris, CNRS, 1976, p. 69–75.
- [Delporte & Mons 1976] Henri Delporte et Lucette Mons, « État des travaux sur les pointes en os magdaléniennes », dans Henriette Camps-Fabrer (dir.), Méthodologie appliquée à l'industrie de l'os préhistorique (compte-rendu du Deuxième colloque international du CNRS 568, Abbaye de Senanque (Vaucluse), 9–12 juin 1976), Paris, CNRS, 1976, p. 161-176.
- [Delporte & Mons 1976] Henri Delporte et Lucette Mons, « Omoplate décorée du Mas d'Azil (Ariège) », Antiquités Nationales, Issoudun, Impr. Laboureur, no 7,‎ 1976, p. 14-23.
- [1976] « Les civilisations du Paléolithique moyen en Auvergne », dans Henri de Lumley (dir.), La préhistoire française, vol. 2, t. 1 : Les civilisations Paléolithique et Mésolithique de la France, Paris, éd. C.N.R.S., 1976, p. 1084-1088.
- [1979] L'image de la femme dans l'art préhistorique, Paris, éd. Picard, 1979 (réimpr. 1993 (nouvelle éd. augmentée)), 288 p. (ISBN 2-7084-0440-7, résumé, présentation en ligne). .
- [1980] Brassempouy - la grotte du Pape, station préhistorique - il y a 20000 ans… l'art, Saint-Julien-en-Born (Landes), Association culturelle de Contis, 1980, 75 p..
- [1981] L'objet d'art préhistorique, Paris, Éditions de la RMN, 1981, 158 p. (ISBN 978-2711801886).
- [Delporte & Marguerie 1981] Henri Delporte et Dominique Marguerie (annexe), « Compte-rendu des recherches récentes à la Grotte de Brassempouy (Landes) », Bulletin de la Société de Borda,‎ 1981, p. 627-644 (ISSN 0337-0267).
- [1982] « A propos du Blot : méthodologie et épistémologie de l'habitat au Paléolithique supérieur » (Actes du colloque international en hommage au prof. Leroi-Gourhan, Roanne-Villerest, 22-24 juin 1982), Les habitats du Paléolithique supérieur,‎ 1982, p. 152-162.
- [Delporte & Virmont 1983] Henri Delporte et J Virmont, « Le début du Paléolithique supérieur en Auvergne et en Bourbonnais et la séquence périgordienne », Catalogue de l'exposition du Musée Bargoin, Clermont-Ferrand « Les Inédits de la Préhistoire Auvergnate »,‎ 1983, p. 129-142.
- [Delporte et al. 1984] Henri Delporte (dir.) et al., Le grand abri de la Ferrassie : fouilles 1968-1973, Paris, Éditions du Laboratoire de paléontologie humaine et de préhistoire. Publié aussi dans Études Quaternaires, Publications de l'Université de Provence, Mémoire 7, 1984.
- [1984] Archéologie et réalité : essai d'approche épistémologique, Paris, éd. Picard, 1984, 140 p. (ISBN 2-7084-0101-7).
- [Chassaing 1986] Marcel Chassaing (préf. Henri Delporte), Une Passion, l'archéologie : Le Dieu au maillet (textes rassemblés par Yvonne Ressouches), Orbec (Calvados), Impr. Rozé, 1986, 297 p. (résumé, présentation en ligne).
- [1987] « Piette, pionnier de la préhistoire », dans Édouard Piette, Histoire de l'art primitif, Paris, éd. Picard, coll. « Les classiques français de l'histoire de l'art », 1987, 267 p. (ISBN 2-7084-0358-3, résumé).
- [Delporte et al. 1988] Henri Delporte, Joachim Hahn, Lucette Mons, G. Pinçon et Denise de Sonneville-Bordes, Sagaies (Union internationale des sciences préhistoriques et protohistoriques, Commission de nomenclature sur l'industrie de l'os préhistorique), Aix-en-Provence, Publications de l'Université de Provence, coll. « Fiches typologiques de l'industrie osseuse préhistorique » (no Cahier I) (présentation en ligne).
- [1990] L'image des animaux dans l'art préhistorique, Paris, Éditions Picard, 1990 (réimpr. 2000), 254 p. (résumé, présentation en ligne).
- [1991] « La séquence aurignacienne et périgordienne sur la base des travaux récents réalisés en Périgord », Bulletin de la Société préhistorique française, vol. 88, no 8,‎ 1991, p. 243-256 (lire en ligne [sur persee]).
- [Delporte & Buisson 1991] Henri Delporte et Dominique Buisson, « Brassempouy : les fouilles de 1988 à 1990 », Société de Borda, vol. 116, no 422,‎ 1991, p. 143-157.
- [1997] Les Aurignaciens, premiers hommes modernes : de -40000 à -25000 ans, Paris, la Maison des Roches, 1997, 125 p., sur books.google.fr (résumé, lire en ligne).
- [Delporte et al. 1999] Henri Delporte, Frédéric Surmely et Alain Urgal, Châtelperron : un grand gisement préhistorique de l'Allier, Aurillac, éd. Conseil général de l'Allier, coll. « Archéologie en Auvergne », 1999, 48 p..